# Sędzice, Warmińsko-Mazurskie
Sdzice [sɛnˈd͡ʑit͡sɛ] (tiếng Đức: Sendzitz, 1939-45: Seden)  là một ngôi làng ở quận hành chính của Gmina Biskupiec, trong huyện Nowomiejski, Warmińsko-Mazurskie, ở miền bắc Ba Lan.